# Bruce Hutchison
Bruce Hutchison (25 juin 1901, Prescott, Ontario, Canada - 14 septembre 1992, Victoria, Colombie-Britannique, Canada), est un journaliste et un écrivain canadien.  Il a gagné plusieurs[Lesquels ?] prix en tant que journaliste et écrivain[réf. souhaitée].  Il est particulièrement connu pour ses écrits dépeignant l'histoire du Canada et sa situation contemporaine, ses premiers ministres et les relations canado-américaines. On compte parmi ses ouvrages les plus connus  The Unknown Country (1942), Tomorrow's Giant (1957) et The Unfinished Country (1985).
Bruce Hutchison a été fait officier de l'Ordre du Canada le 6 juillet 1967 pour sa contribution au journalisme au Canada.